# Stráž u Domažlic

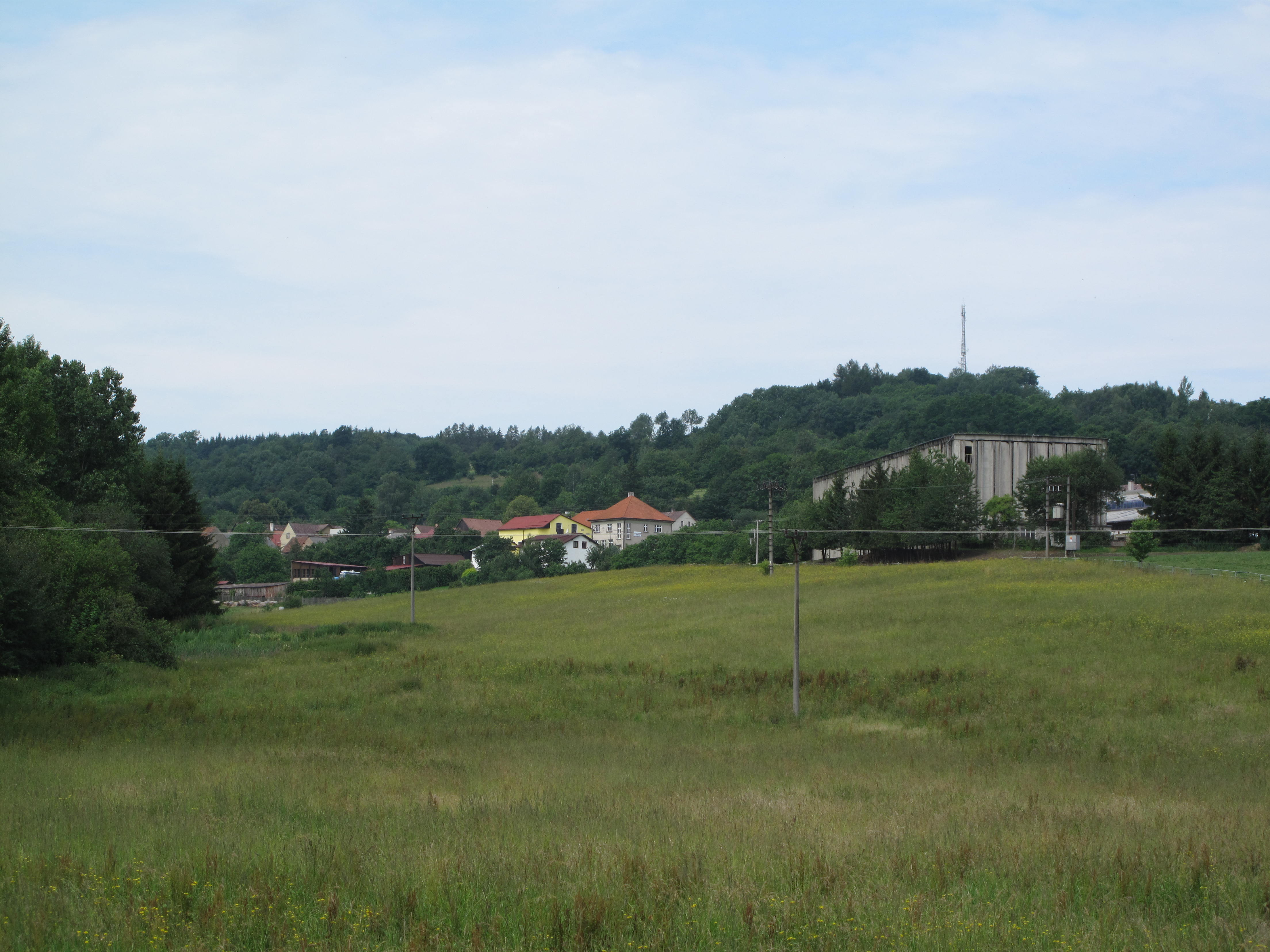
Ortsansicht

Stráž (deutsch Hochwarth) ist eine Gemeinde in Tschechien. Sie liegt drei Kilometer südlich von Domažlice und gehört zum Okres Domažlice.

## Geographie
Stráž befindet sich am Rande des Naturparks Zelenov in der Cham-Further Senke (Všerubská vrchovina). Das Dorf liegt linksseitig über dem Quellgrund des Baches Nevolický potok. Nördlich erhebt sich die Veselá hora (St. Lorenziberg, 580 m), im Süden die Kubičková skála (513 m), südwestlich die Zadní skála (600 m), im Westen die Boučková skála (590 m) und der Dmout (603 m) sowie nordwestlich der Na Zámku (578 m).
Nachbarorte sind Petrovice und Domažlice im Norden, Nevolice im Nordosten, Smolov, Spáňov und Kout na Šumavě im Osten, Mrákov, Podveský Mlýn und Tlumačov im Südosten, Filipova Hora, Pelechy und Šnory im Süden, Stará Pasečnice, Nová Pasečnice, Nad Fajty, Na Pohodnici und Babylon im Südwesten, Baštírna, U Honesa, Pila, Trhanov, Na Pile und Valcha im Westen sowie Újezd und Havlovice im Nordwesten.

## Geschichte
Die erste urkundliche Erwähnung von Stráž erfolgte am 16. März 1325 im Chodenprivileg von Johann von Luxemburg als eines der elf privilegierten Chodendörfer, wobei Stráž das kleinste davon war. Auf dem St. Lorenziberg befand sich eine chodische Warte. Das Dorf lag an einem alten von Taus nach Bayern führenden Handelsweg. Im Jahre 1767 beteiligten sich Bewohner von Stráž am Zweiten Chodenaufstand. Gepfarrt war das Dorf nach Taus. 1790 wurde im Dorf eine Filialschule eingerichtet. Bis zur Mitte des 19. Jahrhunderts war Hochwarth zur Herrschaft Kauth untertänig.
Nach der Aufhebung der Patrimonialherrschaft bildete Stráž/Hochwarth ab 1850 einen Ortsteil der Gemeinde Nevolice im Gerichtsbezirk Taus. Ab 1868 gehörte das Dorf zum Bezirk Taus. Im Jahre 1889 löste sich Stráž von Nevolice los und bildete eine eigene Gemeinde. 1905 wurde die Straße durch den Ort errichtet, 1919 die Straße nach Tlumačov und 1927 die Bezirksstraße nach Pasečnice. Im Jahre 1930 lebten in den 65 Häusern von Stráž 366 Personen. 1961 wurden Pelechy und Šnory von Tlumačov nach Stráž umgemeindet.
Nachdem Pelechy zum 24. November 1990 eine eigene Gemeinde gebildet hatte, wurde der unbewohnte Ortsteil Šnory zur Exklave zwischen den Gemeinden Pelechy, Česká Kubice und Pasečnice. Die Exklave Šnory wurde zu Beginn des Jahres 2012 der Gemeinde Pelechy zugeordnet.

## Gemeindegliederung
Für die Gemeinde Stráž sind keine Ortsteile ausgewiesen. Zu Stráž gehört die Einschicht Nad Fajty.

## Sehenswürdigkeiten
- Wallfahrtskirche des hl. Laurentius, nördlich des Dorfes auf der Veselá hora
- Kapelle des hl. Laurentius auf dem Dorfplatz, erbaut 1778 vom Bauern Josef Císler
- Gezimmerte Chaluppen